# Макколл, Оливер
О́ливер Макко́лл (англ. Oliver McCall; 21 апреля 1965, Чикаго, США) — американский боксёр-профессионал, выступавший в супертяжёлой весовой категории, один из сильнейших боксеров 90-х годов. Чемпион мира по версии WBC (1994—1995). Являлся спарринг-партнёром Майка Тайсона. Известный своей способностью выдерживать град сильнейших ударов, Макколл является одним из двоих человек (наряду с Грегом Пейджем), кому удавалось отправить Майка в нокдаун в ходе спарринг-сессий. При этом сам он ни разу за свою любительскую и профессиональную карьеру не побывал на настиле ринга ни в ходе спаррингов, ни в ходе поединков, единственное досрочное поражение в бою с Ленноксом Льюисом было засчитано в результате психического расстройства Макколла и неадекватного поведения на ринге. Большую часть поражений Макколл потерпел после 2004 года. 
Отец боксера Элайдже Макколла.

## Профессиональная карьера
На профессиональном ринге Макколл дебютировал в ноябре 1985 года.
В 1988 году проиграл по очкам Майку Хантеру.
В 1989 году проиграл по очкам Джеймсу Дугласу.
В июле 1990 года победил раздельным решением судей Лайнела Батлера.
В ноябре 1990 года спорным решением уступил в бою Орлину Норрису.
В следующем бою встретился с непобеждённым Брюсом Селдоном. Селдон был впереди на картах трёх судей, но он выдохся и Макколл трижды отправил его в нокдаун в 9-м раунде. После третьего нокдауна рефери остановил бой. Интересный факт: Оливер Макколл отдыхал перед боем 5 месяцев после предыдущего боя, а Селдон вышел через 27 дней.
Затем в упорном бою победил близким единогласным решением судей Джесси Фергюсона.
В 1992 году спорным решением проиграл Тони Таккеру.

### Отдельные бои в 1990-е

#### Бой с Франческо Дамиани
В апреле 1993 года встретился с бывшим чемпионом по версии WBO Франческо Дамиани. Макколл победил техническим нокаутом в 8-м раунде. После этого боя Дамиани ушёл из бокса.

#### Чемпионский бой с Ленноксом Льюисом I
В сентябре 1994 года встретился с чемпионом мира по версии WBC, непобеждённым Ленноксом Льюисом. Льюис во 2-м раунде пропустил удар и упал на канвас. Он смог встать на счёт 10, однако стоял на ногах нетвёрдо, и судья принял решение остановить бой. После боя Льюис потребовал реванша. Ему отказали. Макколл стал чемпионом мира.

#### Бой с Ларри Холмсом
В апреле 1995 года Макколл встретился с бывшим чемпионом мира Ларри Холмсом. В близком бою победу спорным единогласным решением судей присудили Макколлу, хотя по мнению ряда специалистов Холмса обокрали.

#### Бой с Фрэнком Бруно
В сентябре 1995 года, в Великобритании встретился с бывшим чемпионом Европы Фрэнком Бруно. Бруно аккуратно отбоксировал 10 раундов, а финальные раунды беспрерывно обнимал Быка. В итоге Бруно победил единогласным решением судей.

#### Бой с Олегом Маскаевым
В феврале 1996 года состоялся рейтинговый бой экс-чемпиона мира Оливера Макколла и россиянина Олега Маскаева. Олег Маскаев потерпел первое поражение на профессиональном ринге. Неопытный Маскаев ничего не смог противопоставить сильному и агрессивному стилю Макколла и в результате был нокаутирован в 1-м раунде. Ради того чтобы состоялся бой Маскаев — Макколл, россиянину приписали фиктивные победы в России. Позже фиктивные результаты убрали.

#### Чемпионский бой с Ленноксом Льюисом II
В феврале 1997 года в бою за вакантный титул чемпиона мира WBC вновь встретились Леннокс Льюис и его единственный обидчик Оливер Макколл. Во 2-м раунде Макколл потряс Льюиса, но добить его не сумел. В 3-м раунде Льюис пробил несколько жёстких ударов, остановивших постоянные атаки Макколла. После 3-го раунда Макколл начал прогуливаться по рингу. В 4-м раунде Макколл почти не защищался, начал плакать и ходить по рингу с опущенными руками, много пропускал, но не падал. Создалось впечатление, что Макколл находится в состоянии наркотического опьянения. Рефери Миллс Лейн сделал ему внушение, затем повторил то же самое в его углу, сказав, что если так будет продолжаться, то он остановит поединок. В 5-м раунде терпение Лейна кончилось, и бой был прекращён — технический нокаут в пользу Льюиса. После боя Макколл заявил, что в ходьбе кругом по рингу был его замысел: он хотел ввести в заблуждение Льюиса, а потом нокаутировать соперника.

### 2000-е
В 2000 году Оливер спорным решением одолел Седрика Филдса.
В 2001 году Макколл нокаутировал в 10-м раунде бывшего чемпиона Генри Акинваде.
В конце 2004 года Макколл проиграл по очкам Дэваррилу Уильямсону.
В 2005 году Макколл проиграл по очкам бывшему чемпиону в первом тяжёлом весе кубинцу Хуану Карлосу Гомесу, однако результат позже отменили из-за положительного допинг-теста Гомеса.
В 2007 году Макколл победил турка Синана Шамиля Сама.
19 октября в Германии в элиминаторе WBC вновь встретился с Гомесом. На этот раз кубинец был сильнее вне всякого сомнения.
В 2009 году Оливер Макколл победил Лэнса Уитакера и Франклина Лоуренса.

### 2010-е
В 2010 году проиграл боксёру из Узбекистана Тимуру Ибрагимову. В том же году победил спорным решением Фреса Окендо.
В марте 2011 года проиграл Седрику Босвеллу, а в августе победил по очкам Дамиана Уиллиса.
16 мая 2012 года проиграл итальянцу Франческо Пьянете. 18 мая 2013 года Макколл вышел на ринг против небитого польского боксера Кшиштофа Зимноха,который был моложе на 18 лет. Зимноху Оливер проиграл по очкам в 8-раундовом бою. В феврале 2014 года Макколл встретился с еще одним поляком — небитым Марцином Рековски, который был младше его на 13 лет. На момент боя Макколлу было уже 49 лет, но тем не менее для своих лет Оливер выдал отличный бой. По итогам 8-раундового боя победа была присуждена Макколлу, Рековски потерпел первое поражение в карьере. Через 2 месяца, в апреле 2014 года состоялся повторный бой Макколла против Рековски, Макколл не успел полностью восстановиться и на этот раз проиграл бой поляку единогласным решением судей по очкам, после чего ушел из бокса на 4 года. Осенью 2018 года, в возрасте 53 лет, Макколл неожиданно принял решение вернуться в бокс. 30 ноября 2018 года он встретился с малопримечательным Ларри Найтом, в активе которого было 20 боев и 16 поражений. Макколл был старше своего оппонента на 27 лет, но тем не менее победил его по очкам. На 20 июля 2019 года у Оливера Макколла запланирован очередной профессиональный бой против малоопытного Рональда Бача.